# Fortune Express
Pour plus de détails, voir Fiche technique et Distribution.
Fortune Express est un film français réalisé par Olivier Schatzky et sorti en 1991.

## Synopsis
Pascal, condamné à finir ses jours en fauteuil roulant, décide de faire un casse avec Gadouille, génie de l'informatique myopathe qu'il a rencontré dans l'institution où il est soigné.

## Fiche technique
- Réalisation : Olivier Schatzky
- Scénario : Pierre Jolivet, Olivier Schatzky
- Production : Altaïr Films, Andromède, Blue Films
- Musique : Serge Perathoner, Jannick Top
- Image : Carlo Varini
- Montage : Jean-François Naudon
- Durée : 90 minutes
- Date de sortie : 
  - France : 24 avril 1991

## Distribution
- Thierry Frémont : Gadouille
- Cris Campion : Pascal Perkiss
- Hervé Laudière : Marko
- Luc Bernard : Chiffre No 1
- Christian Bouillette : Bobo
- Valeria Bruni Tedeschi : Corinne
- Richard Bean : L'optimiste
- Thierry Ravel : Bichon
- Arno Chevrier : Chiffre No 4
- Hervé Langlois : Chiffre No 5
- Vincent de Boüard : Chiffre barman

## Distinctions
- 1991 : En compétition au Festival international du film de Berlin[1]
- 1992 : Nommé pour le César du meilleur premier film
- Prix Georges Sadoul
- Prix de la SACD Namur
- Meilleur film Garda film festival 1991